# Tim McIntire
Tim McIntire (Los Angeles, 19 luglio 1944 – Los Angeles, 15 aprile 1986) è stato un attore statunitense.

## Biografia
Tim McIntire era figlio degli attori John McIntire e Jeanette Nolan e fratello della fotografa Holly Wright.

## Filmografia parziale

### Cinema
- Shenandoah - La valle dell'onore (Shenandoah), regia di Andrew V. McLaglen (1965)
- 1000 aquile su Kreistag (The Thousand Plane Raid), regia di Boris Sagal (1969)
- Pookie, regia di Alan J. Pakula (1969)
- I ragazzi del sabato (Aloha, Bobby and Rose), regia di Floyd Mutrux (1975)
- La corsa più pazza del mondo (The Gumball Rally), regia di Chuck Bail (1976)
- I ragazzi del coro (The Choirboys), regia di Robert Aldrich (1977)
- Brubaker, regia di Stuart Rosenberg (1980)

### Televisione
- Mr. Novak – serie TV, episodi 1x11-2x02 (1963-1964)
- Ben Casey – serie TV, 3 episodi (1963-1965)
- Bonanza - serie TV, episodi 6x05-7x15-8x09 (1964-1966)
- Gli uomini della prateria (Rawhide) – serie TV, episodio 8x11 (1965)
- La grande vallata (The Big Valley) - serie TV, episodio 1x30 (1966)
- Iron Horse – serie TV, episodio 1x18 (1967)
- Giovani avvocati (The Young Lawyers) – serie TV, episodio 1x12 (1970)
- Il virginiano (The Virginian) - serie TV, 4 episodi (1967-1970)
- F.B.I. (The F.B.I.) - serie TV, 6 episodi (1966-1973)
- Kung Fu - serie TV, 5 episodi (1973-1975)
- Il ricco e il povero (Rich Man, Poor Man) - miniserie TV, 1 episodio (1976)
- Bolle di sapone (Soap) - serie TV, 4 episodi (1979)